# Nataly O'Leary
Nataly Cristina O'Leary (1975, Buenos Aires) es una botánica, curadora, profesora, y exploradora argentina. En 2007, obtuvo el doctorado en Ciencias Biológicas, por la Facultad de Ciencias Exactas, Naturales, Ingeniería, de la Universidad de Buenos Aires. Desarrolla actividades científicas en el Instituto de Botánica Darwinion (IBODA) y del CONICET, Argentina.
Ha realizado expediciones botánicas a Argentina, Brasil, Uruguay, Paraguay.

## Algunas publicaciones
- nataly o'Leary, maría e. Múlgura. 2012. A taxonomic revision of the genus Phyla (Verbenaceae). Annals of the Missouri Bot. Garden 98: 578 - 596

- -----------------, carolina i. Calvino, susana martínez, pat lu-Irving, richard g. Olmstead, maría e. Múlgura. 2012. Evolution of morphological traits in Verbenaceae. Am. J. of Bot. 99 (11): 1778–1792 en línea

- -----------------, silvia Denham, fátima Salimena, maría e. Múlgura. 2012. Species delimitation in Lippia section Goniostachyum (Verbenaceae) using the Phylogenetic Species Concept. Bot. J. of the Linnean Soc. 170: 197 - 219

- -----------------, paola Peralta, maría e. Múlgura. 2011. Sinopsis del género Junellia (Verbenaceae). Darwiniana 49 (1): 1- 29 ISSN 0011-6793 en línea (enlace roto disponible en Internet Archive; véase el historial, la primera versión y la última).

- -----------------, maría e. Múlgura. 2010. A taxonomic revision of Casselia (Verbenaceae), a genus endemic to the South American Cerrado and Mata Atlántica biogeographic provinces. J. of the Torrey Bot. Soc. 137 : 166 - 179

- hannah e. Marx, nataly o’Leary, yao-wu Yuan, patricia lu-Irving, david c. Tank, maría e. Múlgura, richard g. Olmstead. 2010. A molecular phylogeny and classification of Verbenaceae. J. of Botany 97 (10): 1647–1663 en línea (enlace roto disponible en Internet Archive; véase el historial, la primera versión y la última).

- nataly o'Leary, yao-wu Yuan, a. Chemisquy, richard g. Olmstead. 2009. Reassignment of species of paraphyletic Junellia s.l. to the new genus Mulguraea (Verbenaceae) and new circumscription of genus Junellia: Molecular and morphological congruence. Systematic Botany 34 : 777 – 786

- -----------------, p. Peralta, maría e. Múlgura. 2009. Proposal to conserve Junellia, nom. cons., against an additional name Urbania (Verbenaceae). Taxon 58: 655

- -----------------, ------------, ---------------------. 2008 . A taxonomic revision of the genus Tamonea (Verbenaceae). Bot. J. of the Linnean Soc. 157 : 357 – 37

- -----------------, maría e. Múlgura de Romero, s. Denham, silvia Botta. 2008. Revisión del género Junellia (Verbenaceae). Annals of the Missouri Botanical Garden 95: 338-390

- * -----------------, paola f. Peralta. 2007a. Nuevas combinaciones en el género Glandularia (Verbenaceace). Darwiniana 45 (2 ) San Isidro ago./dic. 2007 ISSN 1850-1702 en línea

- -----------------, maría e. Múlgura de Romero, osvaldo Morrone. 2007b. Revisión taxonómica de las especies del género Verbena (Verbenaceae): Serie Pachystachyae. Ann. of the Missouri Bot. Garden 94 (3): 571-621 DOI: 10.3417/0026-6493 (2007) 94 [571:RTDLED] 2.0.CO;2

- -----------------, -----------------------------------, ---------------------. 2007c. New combinations in South American Glandularia (Verbenaceae). Novon 17: 503-511

### Libros y capítulos
- maría e. Múlgura de Romero,  N. O’Leary, p. Peralta, a. Rotman. 2008. Verbenáceas. En F.O. Zuloaga, O. Morrone & M.J. Belgrano (eds.) Catálogo de las plantas vasculares de América del Sur subtropical y templada. Monographs in Systematic Botany from the Missouri Bot. Garden 107: 3101-3151

## Honores
Miembro de
- Federación Argentina de Mujeres Universitarias - FAMU
- Sociedad Argentina de Botánica
- La abreviatura «N.O'Leary» se emplea para indicar a Nataly O'Leary como autoridad en la descripción y clasificación científica de los vegetales.[3]